# Parva que Sou
Parva que sou é uma canção inédita dos Deolinda, da autoria (música e letra) de Pedro da Silva Martins, que foi apresentada ao público pela primeira vez no Coliseu do Porto nos dias 22 e 23 de janeiro de 2011 e novamente no Coliseu dos Recreios em Lisboa nos dias 28 e 29 de janeiro de 2011. Não está até ao momento editada em nenhum suporte comercializado.

Durante a sua primeira interpretação ao público gerou uma resposta bastante positiva do público presente e rapidamente surgiram filmagens amadoras no youtube e nas redes sociais. Após a reacção inicial nos concertos e a sua rápida divulgação na internet, a canção passou para os media e vários cronistas dedicaram-lhe artigos de opinião.
A canção Parva que sou exprime na sua letra o descontentamento crescente de uma geração de jovens e adultos que sentem os seus sonhos frustrados pelos problemas sociais e de emprego que Portugal atravessa. A canção em estilo de Fado rapidamente foi classificada de música de intervenção.
No dia 11 de fevereiro de 2011 o grupo disponibilizou no seu site uma gravação da canção.